# Royaume de Pologne (1025-1138)
 (mai 2018).
Si vous disposez d'ouvrages ou d'articles de référence ou si vous connaissez des sites web de qualité traitant du thème abordé ici, merci de compléter l'article en donnant les références utiles à sa vérifiabilité et en les liant à la section « Notes et références ».
Pour les articles homonymes, voir Royaume de Pologne.
1025–1138
Entités précédentes :
- Civitas Schinesghe

Entités suivantes :
- Royaume de Pologne
- Duché de Mazovie

Le royaume de Pologne des premiers Piast désigne l'État polonais dans les années comprises entre le couronnement, en 1025, de Boleslas Ier « le Vaillant », et la mort de Boleslas III « le Bouche-Torse » en 1138. La base légale pour l'existence de ce royaume chrétien est établie en l'an 1000 pendant le congrès de Gniezno, quand la Pologne est reconnue comme État par le Saint-Empire et le pape Sylvestre II.

## Histoire

### MieszkoIer(960-992)
Le premier souverain historique de la Pologne est Mieszko Ier, qui règne de 960 à 992 sur un vaste territoire qui englobe la Grande-Pologne, la Cujavie, la Mazovie. Il est le fondateur de la dynastie Piast qui dirige la Pologne de 966 à 1370. Le règne de Mieszko Ier de Pologne et de son fils Boleslas constituent la période d'unification du royaume de Pologne. La capitale est alors Gniezno, à l'est de Poznań. En 966, il se fait baptiser dans le rite latin. Il conquiert par la suite la Silésie, la Petite-Pologne, la Poméranie. Il doit cependant reconnaître la suzeraineté de l'empereur du Saint-Empire romain germanique, Othon Ier. En 991 est écrit le Dagome Iudex, le plus ancien document relatif à la Pologne, qui énumère les possessions de Mieszko Ier. 

### BoleslasIer(992-1025)

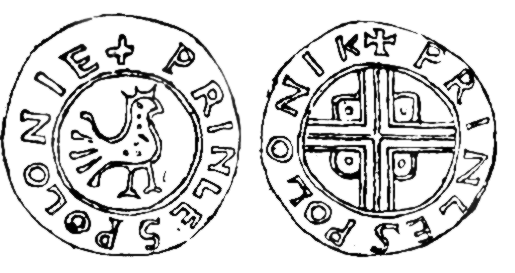
Un denier de Boleslas Ier

Le règne de Boleslas Ier s'étend de 992 à 1025. En 997, Adalbert parti en mission d'évangélisation en Prusse, est tué. 
Il est canonisé en 999 et inhumé dans la cathédrale de Gniezno. 
Lors du congrès de Gniezno, Boleslas Ier le Vaillant obtient la création d'un premier archidiocèse polonais relevant directement de Rome et non des archevêchés d'Allemagne. 
Les évêchés de Cracovie, de Kołobrzeg et de Wrocław sont également créés, et placés sous l'autorité du nouvel archidiocèse de Gniezno. Otton III du Saint-Empire proclame Boleslas Frater et Cooperator Imperii (Frère et collaborateur de l'Empire). 
À partir de 999, commence une intense activité militaire avec l'occupation de la Moravie puis de la Slovaquie en 1000/1001, de la Lusace et de la Misnie en 1002. En 1003, Boleslas se proclame duc de Bohême et de Moravie. En 1004, Henri II chasse Boleslas Ier de Prague, celui-ci ne conserve que la Moravie. En août 1005, Henri II lance une attaque à partir de Magdebourg et refoule les Polonais jusqu’à Poznań. En 1007, Boleslas Ier attaque Magdebourg et réoccupe la Lusace. Le 30 janvier 1018, la Paix de Bautzen met un terme à la guerre. Boleslas Ier le Vaillant obtient la reconnaissance d'une frontière Ouest. La Pologne garde la Moravie, la Lusace et la région de Milsko, Henri II obtient la Bohême et accepte l'indépendance de la Pologne. 
En 1018, Boleslas Ier met sur pied une expédition militaire contre la Rus' de Kiev, la Ruthénie rouge (perdue par son père) et la région de Przemyśl sont ainsi annexées et la frontière avec la Rus' fixée sur le Boug. En 1025, Boleslas Ier le Vaillant est le premier roi couronné de Pologne par l'archevêque de Gniezno, sans l'approbation du pape et de l'empereur, il meurt la même année. 

### Mieszko II et ses frères (1025-1034)
De 1025 à 1034, règne Mieszko II Lambert. La période est caractérisée essentiellement par une guerre de succession entre les deux frères polonais. Bezprym, soutenu par l'Empire et la Rus' de Kiev affronte l'actuel roi Mieszko II soutenu par la Hongrie mais aussi par la Lorraine et Souabe qui sont vaincus au début de la guerre commencée en 1028. Les slaves et les allemands gagnent finalement la guerre en 1031. Après cette période, la Lusace est rendue à l'Empire, la Ruthénie rouge et la région de Przemyśl sont occupées par la Rus' et la Pologne redevient un simple duché sous la suzeraineté de l'empereur. Bezprym monte sur le trone brièvement jusqu'en 1032 tandis que Mieszko s'enfuit avec sa famille en Bohême. Bezprym fait face à une révolte des magnats et est assassiné la même année. Cela permet à Mieszko de revenir à nouveau au pouvoir en tant que duc. Après l'assassinat de Mieszko II en 1034, se met en place une période de vacance du pouvoir et de révolte païenne, antiféodale jusqu'à 1039. Son fils ainé Boleslas est ainsi assassiné vers 1037. En 1038, Bretislav Ier de Bohême envahit la Silésie, détruit Poznań et Gniezno et dérobe les reliques d'Adalbert de Prague.

### CasimirIer(1039-1058)
En 1039, avec l'aide du Saint-Empire, Casimir Ier monte sur le trône, il s'installe à Cracovie qui devient ainsi capitale. Casimir Ier entame alors une longue guerre de reconquête de la Mazovie et de la Poméranie, régions soutenues par la Bohême, qui renonce rapidement à ses conquêtes polonaises à l'exception de la Silésie. En 1047, la Mazovie est reprise grâce à l’aide de la Rus' de Kiev. La Poméranie orientale est par la suite encore occupée et en 1050, Casimir Ier finit par reprendre la Silésie, mais décède le 28 novembre 1058.

### Boleslas II (1058-1079)
Boleslas II règne de 1058 à 1079, il perd rapidement la Poméranie qui reprend son indépendance. De 1060 à 1063, Boleslas II intervient militairement en Hongrie. En 1069, il lance une campagne militaire contre la Rus' de Kiev, et attaque à nouveau la Bohême en 1071. Le soutien apporté au pape dans la Querelle des Investitures qui l'oppose à l'empereur et les interventions de Boleslas dans les guerres intestines de l'empire lui apportent la reconnaissance de Grégoire VII. Boleslas obtient la création d'un évêché à Płock. Son couronnement, le 25 décembre 1076, déclenche une sérieuse rébellion. Les magnats, adversaires d'un pouvoir monarchique fort, s'opposent à Boleslas à cause des réformes grégoriennes, de sa politique d'indépendance par rapport au Saint-Empire et de son alliance avec la Hongrie. En 1078, il reprend la Ruthénie rouge. Ayant eu vent d'une conspiration et soupçonnant l'évêque de Cracovie Stanislas d'en être l'instigateur, il le fait arrêter, le condamne à mort et lui fait trancher les membres, le 11 avril 1079. Face à l'indignation et à la révolte des nobles et des prélats, Boleslas est excommunié et s’enfuit en Hongrie.

### LadislasIeret Zbigniew (1079-1102)
Ladislas Ier Herman, frère de Boleslas II, règne quant à lui de 1079 à 1102, il monte sur le trône grâce au soutien du Saint-Empire, de la Bohême et des magnats après le complot qui renverse Boleslas II. Il se contente du titre de duc, reconnaissant au Saint-Empire une certaine suprématie. Ladislas change radicalement la politique menée par son prédécesseur. Il arrête la Réforme grégorienne ainsi que la politique d'indépendance par rapport au Saint-Empire. Il dénonce l'alliance avec la Hongrie. Ladislas installe sa résidence à Płock. En 1085, Henri IV nomme Vratislav II « roi de Bohême et de Pologne », donnant à celui-ci le droit de succéder à Ladislas, qui était alors sans descendants. De 1089 à 1091, les Polonais lancent des attaques infructueuses contre la Poméranie.
En 1093, des exilés et des dissidents avec l'aide des Tchèques, envahissent la Silésie. De 1097 à 1102, Ladislas Herman est contraint de partager son territoire avec Zbigniew, son fils illégitime, et Boleslas III Bouche-Torse. Zbigniew reçoit la Grande-Pologne, la Cujavie, Sieradz et Łęczyca. Boleslas reçoit la Petite-Pologne, la Silésie, Lubusz. Ladislas conserve la Mazovie et les grandes villes du territoire de Boleslas III.

### Boleslas III (1102-1138)

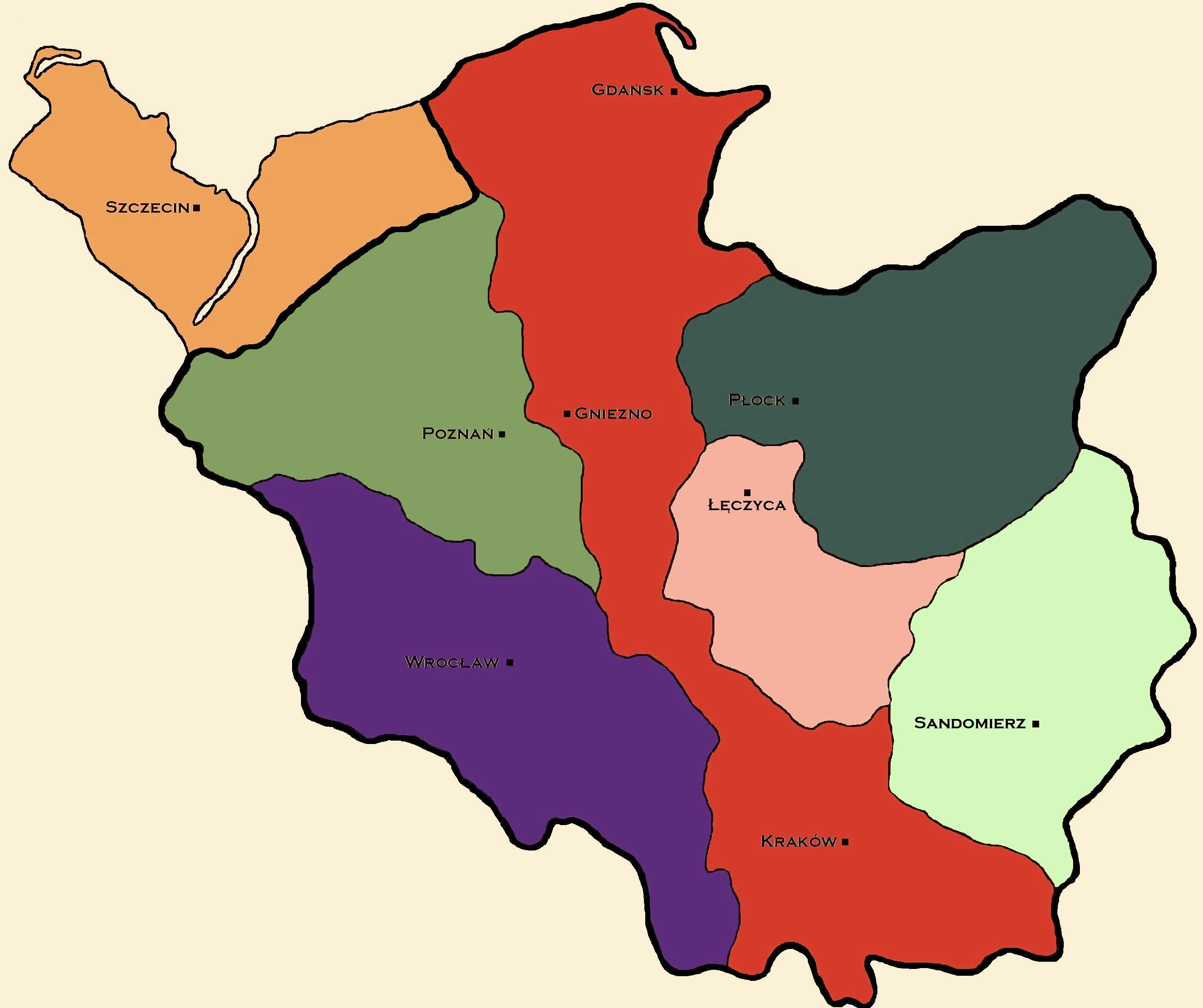
Le partage de la Pologne à la mort de Boleslas III

En 1107, après une lutte intestine entre les deux frères, Zbigniew est évincé du pouvoir par Boleslas III. Durant l'hiver 1107-1108, Boleslas mène une guerre contre son frère qui aurait refusé de l'aider à combattre les poméraniens. Zbigniew est banni de Pologne et se réfugie à Prague. Il gagne la confiance du duc Svatopluk de Bohême. Les relations entre la Pologne et la Bohême se dégrade et une guerre commence. Henri V entre en guerre à son tour contre la Pologne. Boleslas finit par gagner la guerre.
En 1119, après une longue guerre contre la Poméranie, Boleslas III réunit la Poméranie orientale à la Pologne puis la Poméranie occidentale en 1121. En 1124, Boleslas III confie la christianisation de la Poméranie occidentale à Othon de Bamberg, évêque de Brandebourg. Celui-ci entreprend, en 1128 une deuxième mission de christianisation en Poméranie, sous le patronage du roi germain Lothaire II.
En 1133, le pape Innocent II, subissant les pressions du Saint-Empire, publie une bulle pontificale refusant l'indépendance de l'archevêché de Gniezno. Tous les évêchés polonais sont rattachés à celui de Magdebourg. En août 1135, à Mersebourg, Boleslas III Bouche-Torse se reconnaît vassal de l'empereur Lothaire II et accepte de lui payer un tribut annuel. En échange, il obtient l'indépendance de l'archevêché polonais, mais la Poméranie occidentale devient fief de l'empereur Lothaire. Le 7 juillet 1136, la Bulle de Gniezno (Ex commisso nobis) du pape Innocent II confirme l'indépendance de l'Église polonaise.
La mort de Boleslas III, le 28 octobre 1138, marque le début du démembrement territorial de la Pologne. Le pays est partagé entre ses quatre fils, qui reçoivent chacun un duché héréditaire. Ladislas II le Banni reçoit la Silésie, Boleslas IV le Frisé reçoit la Mazovie et la Cujavie, Mieszko III le Vieux reçoit la Grande-Pologne, Henri reçoit le duché de Sandomierz. Ladislas II le Banni, devient le princeps et à ce titre, gouverne également sur la Petite-Pologne, la Grande-Pologne orientale, la Poméranie occidentale et la Poméranie orientale. C'est lui qui décide en dernier ressort sur les questions de politique étrangère, conclut les traités, déclare les guerres, a le droit d'investiture, est le chef et le juge suprême.